# Sérgio Amatúnio
Sérgio Amatúnio (em latim: Sergius; em grego: Σέργιος; romaniz.: Sérgios; em armênio: Սարգիս; romaniz.: Sargis) foi um nobre armênio (nacarar) dos séculos VII e VIII, membro da família Amatúnio, que esteve ativo no tempo do Emirado da Armênia. Era contemporâneo do católico Elias I (r. 703–717). Serviu como bispo. É conhecido por ter enterrado o mártir Davi Dvinets’un, que foi morto pelo governador muçulmano Abedalá ibne Hatim Albaili em 701, no contexto da supressão das revoltas armênias contra a autoridade do Califado Omíada sobre a Armênia.